# Něrpičje (Sacha)
Něrpičje (rusky Нерпичье znamená v ruštině tulení (podle něrpa – druh tuleně)) je jezero na severovýchodě Kolymské nížiny (levý břeh delty Kolymy) v Jakutské republice v Rusku. Má rozlohu 237 km².

## Pobřeží
Je protáhnuté z jihovýchodu na severozápad. Břehy jsou nízké.

## Vodní režim
Zdrojem vody jsou sněhové a dešťové srážky. Skrze řadu průtoků a jezer je spojené s jezerem Čukočje v povodí Kolymy. Z jezera odtéká řeka Něrpičja, která ústí do Východosibiřského moře.

## Fauna
V létě na jezeře hnízdí mnoho kachen a hus.